# Okronano upanje
Okronano upanje (izvirno nemško Zur gekronten Hoffnung) je prostozidarska loža, ki je bila ustanovljena v 18. stoletju na Dunaju.
Med člani lože so bili: Joseph von Sonnenfels (kancler Avstrije), Janez Filip Cobenzl, Domherr Baron Schröckenstein in Eichstädt, Leopold Kolowrat, Franz Karl pl. Kressel, Josip Brigido, Johann Baptist von Alxinger (pesnik), Alojz Blumauer (pesnik), Karel Leopold Reinhold (filozof),...